# Kopaniarze
Kopaniarze (deutsch Kopaniarze, 1942 bis 1945 Koppenau) ist ein kleines Dorf in der polnischen Woiwodschaft Ermland-Masuren. Es gehört zur Gmina Rybno (Landgemeinde Rybno, 1942 bis 1945 Rübenau, Kr. Neumark (Westpr.)) im Powiat Działdowski (Kreis Soldau).

## Geographische Lage
Kopaniarze liegt nördlich des Werry-Sees (polnisch Jezioro Tarczyńskie, auch: Jezioro Werski) im Nordosten des Welski Park Krajobrazowy („Landschaftspark Welle“) im Südwesten der Woiwodschaft Ermland-Masuren. Bis zur einstigen Kreishauptstadt Neumark (Westpreußen) (polnisch Nowe Miasto Lubawskie) des Kreises Löbau (Westpreußen) sind es 20 Kilometer in westlicher Richtung, und die heutige Kreisstadt Działdowo (deutsch Soldau i. Ostpr.) liegt 21 Kilometer in südöstlicher Richtung entfernt.

## Geschichte
Die kleine Landgemeinde Kopaniarze kam 1874 zum neu errichteten Amtsbezirk Kosten (polnisch Kostkowo) im Kreis Löbau (Westpreußen). Im Jahre 1910 zählte Kopaniarze 129 Einwohner.
Kopaniarze lag in dem Gebiet, das gemäß Versailler Vertrag von 1919 an Polen abgetreten werden musste. Die Überstellung erfolgte am 10. Januar 1920. Kopaniarze wurde – im Polnischen namensgleich – in die neu gebildete polnische Landgemeinde Rybno eingegliedert, die am 26. Oktober 1939 in das Deutsche Reich kam und 1940 in den Amtsbezirk Rybno (1942 bis 1945 Rübenau) umgewandelt wurde, während der Kreis Löbau zeitgleich in „Kreis Neumark (Westpreußen)“ umbenannt wurde. Am 25. Juni 1942 erhielt Kopaniarze den neuen und weniger fremdländisch klingenden Namen „Koppenau“.
Jedoch bereits 1945 kam die Region um Koppenau – dieses Mal mit dem gesamten südlichen Ostpreußen – wieder zu Polen. Der nun wieder „Kopaniarze“ genannte Ort ist heute eine Ortschaft innerhalb der Gmina Rybno (Landgemeinde Rybno, 1942 bis 1945 Rübenau, Kr. Neumark (Westpr.)) im Powiat Działdowski (Kreis Soldau), bis 1998 der Woiwodschaft Ciechanów, seither der Woiwodschaft Ermland-Masuren zugehörig. Im Jahre 2011 zählte Kopaniarze 51 Einwohner.

## Kirche
Vor 1945 war Kopaniarze resp. Koppenau in die evangelische Kirche Löbau (Westpreußen) (polnisch Lubawa) in der Kirchenprovinz Westpreußen der Kirche der Altpreußischen Union bzw. – nach 1920 – in der Diözese Działdowo (Soldau) der Unierten Evangelischen Kirche in Polen, außerdem in die römisch-katholische Kirche Rybno (1942 bis 1945 Rübenau, Kr. Neumark (Westpr.)) eingepfarrt.
Heute gehört Kopaniarze weiterhin zur Pfarrei in Rybno, die jetzt dem Dekanat Rybno in der Region Brodnica (Strasburg) im Bistum Toruń (Thorn) zugeordnet ist. Die evangelischen Einwohner orientieren sich zur Jesuskirche Lidzbark (Lautenburg) innerhalb der Pfarrei der Erlöserkirche Działdowo in der Diözese Masuren der Evangelisch-Augsburgischen Kirche in Polen.

## Verkehr
Kopaniarze ist von Kostkowo (Kosten) aus über eine landwegartige Nebenstraße auf direktem Wege erreichbar. Ein Bahnanschluss besteht nicht.